# Doug Marrone
Douglas Charles Marrone (* 25. Juli 1964 in New York City) ist ein ehemaliger American-Football-Spieler auf der Position des Offensive Lineman und aktueller Trainer. Aktuell ist er am Boston College als Senior Analyst for Football Strategy angestellt. Zuvor war Marrone bereits Head Coach der Buffalo Bills, der Syracuse University und den Jacksonville Jaguars gewesen, außerdem war er viele Jahre Assistenztrainer.

## Karriere

### Karriere als Spieler
Nach seiner Highschool spielte Marrone von 1983 bis 1985 für die Syracuse University im Bundesstaat New York. Beim NFL Draft 1986 wurde er schließlich in der sechsten Runde an 164. Stelle von den Los Angeles Raiders ausgewählt. Er konnte sich allerdings nicht durchsetzen, es folgten kurze Stationen bei den Miami Dolphins, den New Orleans Saints, den Pittsburgh Steelers, den Dallas Cowboys und den Minnesota Vikings. Insgesamt kam er allerdings nur auf fünf Einsätze in der NFL.
1991 unterschrieb Marrone schließlich einen Vertrag bei den London Monarchs in der World League of American Football, mit denen er auch 1991 den World Bowl gewinnen konnte. 1992 beendete er schließlich seine aktive Karriere.

### Karriere als Trainer
Nach seinem Karriereende wurde er 1992 Tight Ends Coach bei der Cortland University. Es folgten weitere Stationen als Assistenztrainer an mehreren Universitäten, ehe er 2002 Offensive Line Coach der New York Jets wurde. 2006 wechselte er zu den New Orleans Saints, wo er zusätzlich auch Offensive Coordinator wurde. Seinen ersten Job als Cheftrainer erhielt er 2009, als er Trainer seiner alten Universität wurde. Mit ihnen konnte Marrone zwei Mal den Pinstripe Bowl gewinnen. Nach diesen Erfolgen wurde Marrone schließlich 2013 Head Coach der Buffalo Bills in der NFL. Während in seiner ersten Saison 6 Siege noch 10 Niederlagen gegenüberstanden, konnte er in seiner zweiten Saison mit 9 Siegen zu 7 Niederlagen mehr Spiele gewinnen als verlieren. Die Bills beendeten die Saison als 2. der AFC East, verpassten jedoch die Playoffs. Nach der NFL-Saison 2014 verließ Marrone die Bills, nachdem der Besitzer des Vereins gewechselt hatte.
Weniger als einen Monat nachdem er die Bills verlassen hatte, nahm er eine Stelle als Assistenztrainer bei den Jacksonville Jaguars an. Nachdem deren Cheftrainer Gus Bradley jedoch am 19. Dezember 2016 entlassen wurde, wurde Marrone zunächst interimsmäßig, ab der NFL-Saison 2017 auch offiziell Head Coach der Jaguars. In seiner ersten Saison konnte er gleich die AFC South gewinnen und somit die Playoffs erreichen, wo sie erst im AFC Championship Spiel an den New England Patriots ausschieden. In den nächsten beiden Jahren konnten die Jaguars an den Erfolg allerdings nicht mehr anknüpfen und beendeten beide Saisons mit mehr Niederlagen als Siegen auf dem 4. Platz in der AFC South. Nachdem die Jaguars die Saison 2020 mit nur einem Sieg bei fünfzehn Niederlagen als schlechtestes Team der Saison beendet hatten, entließen die Jaguars Marrone einen Tag nach dem letzten Spieltag.
Daraufhin unterschrieb er im Januar 2021 einen Vertrag an der University of Alabama, wo er unter Head Coach Nick Saban als Trainer der Offensive Line aktiv sein wird. Nach nur einer Saison beendete er sein Engagement bei der University of Alabama allerdings und wurde zur Saison 2022 Trainer der Offensive Line bei den New Orleans Saints, für die er bereits zuvor als Spieler und Assistenztrainer aktiv war, unter deren neuen Cheftrainer Dennis Allen. Im Februar 2024 wurde er jedoch von seiner Position entlassen. Daraufhin schloss er sich dem Boston College an, wo er als Senior Analyst for Football Strategy das Team um Cheftrainer Bill O’Brien unterstützt.

## Karrierestatistiken

### Trainer in der NFL
| Team            | Saison          | Regular Season | Regular Season | Regular Season | Regular Season | Regular Season      | Postseason | Postseason  | Postseason | Postseason                                                         |
| Team            | Saison          | Siege          | Niederlagen    | Unentschieden  | Siege %        | Platzierung         | Siege      | Niederlagen | Siege %    | Ergebnis                                                           |
| --------------- | --------------- | -------------- | -------------- | -------------- | -------------- | ------------------- | ---------- | ----------- | ---------- | ------------------------------------------------------------------ |
| Bills           | 2013            | 6              | 10             | 0              | 37,5 %         | 4. in der AFC East  | —          | —           | —          | —                                                                  |
| Bills           | 2014            | 9              | 7              | 0              | 56,3 %         | 2. in der AFC East  | —          | —           | —          | —                                                                  |
| Bills gesamt    | Bills gesamt    | 15             | 17             | 0              | 46,9 %         |                     |            |             |            |                                                                    |
| Jaguars*        | 2016            | 1              | 1              | 0              | 50,0 %         | 4. in der AFC South | —          | —           | —          | —                                                                  |
| Jaguars         | 2017            | 10             | 6              | 0              | 62,5 %         | 1. in der AFC South | 2          | 1           | 66,7 %     | Niederlage gegen die New England Patriots im AFC Championship Game |
| Jaguars         | 2018            | 5              | 11             | 0              | 31,3 %         | 4. in der AFC South | —          | —           | —          | —                                                                  |
| Jaguars         | 2019            | 6              | 10             | 0              | 37,5 %         | 4. in der AFC South | —          | —           | —          | —                                                                  |
| Jaguars         | 2020            | 1              | 15             | 0              | 6,3 %          | 4. in der AFC South | —          | —           | —          | —                                                                  |
| Jaguars gesamt  | Jaguars gesamt  | 23             | 43             | 0              | 34,8 %         |                     | 2          | 1           | 66,7 %     |                                                                    |
| Karriere gesamt | Karriere gesamt | 38             | 60             | 0              | 38,8 %         |                     | 2          | 1           | 66,7 %     |                                                                    |

* – interimsmäßig 